# Pseudamphimerus sterni
Pseudamphimerus sterni är en plattmaskart. Pseudamphimerus sterni ingår i släktet Pseudamphimerus och familjen Opisthorchiidae. Inga underarter finns listade i Catalogue of Life.